# Allium altyncolicum
Allium altyncolicum är en amaryllisväxtart som beskrevs av Nikolai Walterowich Friesen. Allium altyncolicum ingår i släktet lökar, och familjen amaryllisväxter.
Artens utbredningsområde är Altai. Inga underarter finns listade i Catalogue of Life.